# Chelisochidae
Famille
Les Chelisochidae sont une famille d'insectes dermaptères comprenant près de 100 espèces dans 15 genres répartis en trois sous-familles.

## Sous-familles et genres
Chelisochellinae Steinmann, 1975
- Chelisochella Verhoeff, 1902
- Kinesis Burr, 1907

Chelisochinae Burr, 1907
- Adiathella Brindle, 1970
- Adiathetus Burr, 1907
- Chelisoches Scudder, 1876
- Euenkrates Rehn, 1927
- Exypnus Burr, 1907
- Gressitolabis Brindle, 1970
- Hamaxas Burr, 1907
- Lamprophorella Mjöberg, 1924
- Proreus Burr, 1907
- Schizochelisoches Steinmann, 1987
- Schizoproreus Steinmann, 1987
- Solenosoma Burr, 1907

Genitalatinae Steinmann, 1987
- Genitalata Kapoor, 1974